# Вермикомпост
Вермикомпост (биогумус) — органическое удобрение, продукт переработки органических отходов сельского хозяйства дождевыми червями (чаще всего Eisenia fetida, Eisenia andrei, Dendrobaena veneta, Lumbricus rubellus) и  с участием других почвенных  организмов (грибы, бактерии, актиномицеты, насекомые,членистоногие и т. д.).
В процессе вермикомпостирования семена сорных растений проходят через организм червя и теряют свою всхожесть. Помимо этого в вермикомпосте по сравнению с навозом снижается содержание кишечной палочки и других патогенных микробов.
Как и все органические удобрения, вермикомпост улучшает структуру почвы и её водно-физические свойства. Вместе с вермикомпостом в почву вносятся дождевые черви и микроорганизмы, необходимые для нормального её функционирования, а также продукты их жизнедеятельности.

## Использование вермикомпоста
Вермикомпост чаще применяют при выращивании овощных культур в теплицах. Так, прирост урожая огурцов и помидоров в тепличных участках, при использовании вермикомпоста в качестве удобрения, в среднем составляет 30-35 % и 30-40 % соответственно. Перед высадкой рассады вносят 200—300 г вермикомпоста. Оптимальная доза вермикомпоста при выращивании картофеля 6 т/га, а на черноземах — 2 т/га. Прирост урожая — 30-45 %. Значительно повышается и содержание крахмала в клубнях. При выращивании садовой земляники урожайность увеличивается на 50-60 %.
В ОАЭ вермикомпосты используются для создания искусственных почв на песках. При использовании искусственного орошения становится возможным получать до трёх и более урожаев в год.

## Основоположник
Основоположник вермикультивирования Томас Дж. Баррет (1884—1975) на своей ферме «Earthmaster Farms» с 1937 по 1950 год играл самую важную роль в деле убеждения садоводов, фермеров и других аграриев в ценности и потенциальной важности дождевых червей в агропроизводстве. В своих трудах доктор Баррет рассказывал о моркови весом 2,7 кг; пастернаке, весившем 1,8 кг; репе, которая весила 3,5 кг; урожае картофеля более 100 т/га; урожае лука более 80 т/га. Всё это было выращено в рамках его проекта «Earthmaster Farms» с помощью собственной популяции дождевых червей (Eisenia fetida andrei)).